# Roger Manners (5e comte de Rutland)
Roger Manners, 5e comte de Rutland (6 octobre 1576 - 26 juin 1612) est le fils aîné survivant de John Manners (4e comte de Rutland) et de sa femme, Elizabeth Charleton (décédée en 1595). Il voyage à travers l'Europe, prend part aux campagnes militaires menées par le comte d'Essex et participe à la rébellion d'Essex contre la reine Élisabeth Ire. Il est favorisé par Jacques Ier et reconnu par ses contemporains comme un homme d'une grande intelligence et d'un grand talent. Il jouit de l'amitié de certains des écrivains et artistes les plus éminents de l'époque élisabéthaine et jacobéenne. En 1603, il dirige une ambassade au Danemark, patrie de la reine Anne de Danemark.
Les preuves indiquent que Manners est un mécène de l'architecte Inigo Jones et a probablement présenté Jones à la cour de Jacques Ier et d'Anne de Danemark, où Jones a eu un impact à la fois sur l'architecture jacobéenne et en tant que concepteur de masques de cour.

## Biographie
Il est né probablement à Kirk Deighton, dans le Yorkshire, où il est baptisé le 19 novembre 1576.
L'oncle de Manners, Edward Manners (3e comte de Rutland) meurt le 14 avril 1587. Il passe le comté de Rutland et la baronnie de Manners à son frère, John, mais la baronnie de Ros va à sa fille unique, Elizabeth. Le 4e comte meurt moins d'un an plus tard, le 24 février 1588, transmettant le titre à son fils. L'héritage de Rutland est compliqué par les exigences de deux testaments et des conjoints pour deux comtesses douairières avec des différends entre elles. À 11 ans, à la mort de son père, il devient pupille royal de la reine Elizabeth. Sa tutelle est à l'origine promise à Robert Dudley, 1er comte de Leicester, mais Dudley meurt le 4 septembre 1588 et William Cecil, Lord Burghley, secrétaire d'État et conseiller en chef de la reine, devient son tuteur. Sa cousine, Elizabeth Manners, est placée dans la maison de Burghley après la mort de son père.
À partir de la fin de 1587, Rutland fait ses études sous la supervision de John Jegon au Queens' College de Cambridge et plus tard au Corpus Christi College de Cambridge. Il est à Cambridge quand il reçoit la nouvelle de la mort de son père et il rentre chez lui pour les funérailles de son père, où il reste jusqu'à la mi-mai 1588, après que Burghley ait insisté pour qu'il retourne à Cambridge pour poursuivre ses études. Rutland reçoit sa maîtrise le 20 février 1595 lors d'une grande cérémonie planifiée et dirigée par Robert Devereux (2e comte d'Essex), le favori de la reine et le beau-fils de feu Dudley.
Rutland devient bientôt un partisan de Robert Devereux (2e comte d'Essex). Cela lui cause de sérieux problèmes lorsqu'il est impliqué dans la rébellion d'Essex de 1601. Rutland est emprisonné pendant plusieurs mois et a été condamné à une amende d'un montant « stupéfiant » de 30 000 £, trois fois plus que tout autre conspirateur. Il est emmené à la Tour de Londres mais autorisé à apporter son propre mobilier, notamment une suite de tapisseries de la Grande Chambre de Haddon Hall. Afin de payer la dette, il est contraint de vendre des terres, provoquant une dispute majeure avec sa mère, qui refuse d'accepter la perte des domaines familiaux. Après l'accession au trône de Jacques Ier, la position de Rutland s'améliore quelque peu, mais reste difficile. Sa femme Elizabeth est humiliée en 1605 lorsqu'un orfèvre la fait arrêter pour dette.

## Mariage
Il épouse Elizabeth Sidney (décédée en 1612), fille de Sir Philip Sidney et belle-fille de Robert Devereux (2e comte d'Essex), le 5 mars 1599. Le mariage est sans enfant, et est largement soupçonné d'avoir été malheureux, certains pensant qu'il n'a pas été consommé, peut-être parce que Rutland avait la syphilis, qui peut également avoir été la cause de la santé déclinante de Rutland au cours de ses dernières années.

## Décès

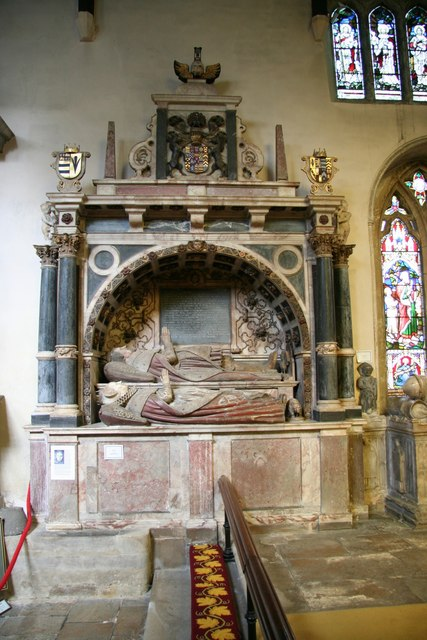
Tombe de Roger Manners, 5e comte de Rutland et de son épouse la comtesse Elizabeth, fille de Sir Philip Sidney dans l'église St. Mary's

Il meurt en 1612 à l'âge de 35 ans, et ses titres passent à son frère, Francis Manners. En 1618-1619, Gerard Johnson l'aîné construit une tombe dans l'église St Mary the Virgin à Bottesford, Leicestershire, en mémoire du cinquième comte et de sa femme. La mère de Rutland avait déjà chargé Johnson d'ériger deux monuments commémorant les 3e et 4e comtes en 1591.

## La paternité de l’œuvre de Shakespeare
Au début du XXe siècle, Roger Manners est signalé comme pouvant être l'auteur de l'œuvre littéraire de Shakespeare lors de la question de la paternité shakespearienne. Cela est suggéré pour la première fois par Burkhard Herrmann (en utilisant le pseudonyme « Peter Alvor ») en 1906, qui fait valoir que Rutland a collaboré avec le comte de Southampton pour créer les œuvres. Rutland a écrit les comédies, les poèmes narratifs et les sonnets. La théorie est adoptée par d'autres écrivains, qui abandonnent Southampton en tant que collaborateur. La théorie est le plus vigoureusement promue par le critique allemand Karl Bleibtreu (1907), et plus tard soutenue par un certain nombre d'autres auteurs, dont Lewis Frederick Bostelmann (1909), le belge Célestin Demblon (1912) et les écrivains russes Pyotr Sergeevich Porokhovshchikov (1940) et Ilya Gililov (2003).

## Sources
- Danouchevskaïa, Anna Vladimirovna. (Mai 2001) Idéal et pratique : Aspects de la vie noble dans l'Angleterre élisabéthaine tardive et jacobéenne . Thèse de doctorat, Département d'histoire, Université de Hull.
- Emma, la duchesse de Rutland, avec Jane Pruden. (2009) Château de Belvoir : Mille ans d'art et d'architecture familiale Londres : Francis Lincoln, Limited  (ISBN 978-0-7112-3052-1).
- Hammer, Paul EJ (2004) "Manners, Roger, cinquième comte de Rutland (1576-1612)." Oxford Dictionary of National Biography, Oxford University Press, édition en ligne, janvier 2008, consulté le 23 avril 2013.
- Commission des manuscrits historiques. (1888, réimprimé en 1911) Les manuscrits de Sa Grâce le duc de Rutland, GCB, conservés au château de Belvoir . 4 vol., 1888-1905. vol. I. Londres : Bureau de la papeterie de Sa Majesté.
- Ilya Gililov, Le Jeu de Shakespeare ou le Mystère du Grand Phénix, Éditions Algora, 2002  (ISBN 978-0-87586-181-4).